# یواس‌اس بلو (دی‌دی-۳۸۷)
یواس‌اس بلو (دی‌دی-۳۸۷) (به انگلیسی: USS Blue (DD-387)) یک کشتی بود که طول آن ۳۴۱ فوت ۸ اینچ (۱۰۴٫۱۴ متر) بود. این کشتی در سال ۱۹۳۷ ساخته شد.